# غولوسالفو
بلدية غولوسالفو (بالإسبانية: Golosalvo) هي بلدية تقع في مقاطعة البسيط التابعة لمنطقة كاستيا لا مانتشا وسط إسبانيا.

## الديموغرافيا
بلغ عدد سكان بلدية غولوسالفو 121 نسمة عام 2011 (وفقاً للمعهد الوطني الإسباني للإحصاء).
| 140 | 114 | 107 | 110 | 121 | 124 | 121 |